# US Ivry Handball
El US Ivry es un equipo de balonmano de la localidad francesa de Ivry-sur-Seine en la región de Isla de Francia. Actualmente milita en la Primera División de la liga francesa de balonmano.

## Palmarés
- Ligas francesas: 8
  - Temporadas: 1963, 1964, 1966, 1970, 1971, 1983, 1997, 2007
- Copas de Francia: 1 
  - Temporadas : 1996

## Plantilla 2024-25
|  | Porteros - 12 David Bernard - 16 Gretar Gudjonsson Extremos derechos - 9 Mathis Beauchef - 22 Francisco Tavares Extremos izquierdos - 5 Auguste Longerinas - 6 Maxime Petit Pívots - Aksel Strupstad - Roberto Soriano | Laterales izquierdos - Toke Schrøder - 13 Darri Aronsson - 26 Arnau García Centrales - Martin Jung - 14 Aymeric Zaepfel Laterales derechos - Waël Chatti - 28 Ronaldo Almeida |